# Ursula Heinze de Lorenzo

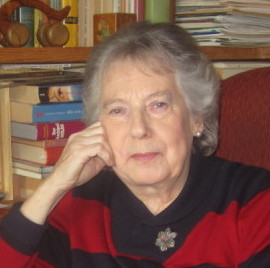
Ursula Heinze de Lorenzo (2015)

Ursula Heinze de Lorenzo (* 18. Juni 1941 in Köln als Ursula Heinze) ist eine deutsch-spanische Schriftstellerin.

## Leben
Heinze studierte Germanistik und Anglistik an der Universität Köln. Nachdem sie ihr Studium 1966 erfolgreich abgeschlossen hatte, heiratete sie den galicischen Sprachwissenschaftler Ramón Lorenzo, dem sie nach Spanien folgte. Von 1973 bis 1977 lehrte sie Deutsch an der Universität Valladolid. 
Seit 1977 lebt sie als freie Schriftstellerin in Santiago de Compostela und liefert Beiträge in galicischer Sprache für Rundfunk, Presse und Literaturzeitschriften.
Bei ihren Werken in Buchform handelt es sich vorwiegend um erzählende Arbeiten in Galicisch; daneben veröffentlicht sie seit den 1990er Jahren Gedichte in deutscher Sprache und übersetzt aus dem Deutschen ins Galicische.
Heinze war 1989 Mitbegründerin des Galicischen PEN-Clubs, dessen Präsidentin sie von 1991 bis 1995 war. Seit 1995 ist sie Mitglied des PEN-Zentrums Deutschland. Sie erhielt unter anderem folgende galicischen Literaturpreise: 1986 den Premio Merlín für Jugendliteratur, 1993 den Premio Blanco Amor, 1994 den Premio Losada Diéguez sowie 2005 den Preis des Galicischen PEN-Clubs.

## Werke in deutscher Sprache
- Meine Verse klingen nach Erde, Mainaschaff 1997
- Wassersprache, Santiago de Compostela 1997
- Dein Verrat, Mainaschaff 1998
- Credo, Sada [u. a.] 1999
- Drei deutschsprachige Dichterinnen, München 1999 (zusammen mit Ursula Haas und Carla Kraus)
- Erdbeerlicht, Mainaschaff 1999
- Sommeruntergang, Mainaschaff 2000
- Spanische Wand, Gernsheim 2000
- Ambra, Sada 2001
- Atlantisches Tief, Mainaschaff 2001
- Nachtbläue, Gernsheim 2001
- In Winde gekleidet, Mainaschaff 2002
- Schilfgang, Gernsheim 2002
- Torso, Sada 2002
- Saeculum saeculorum, Mainaschaff 2003
- U. Heinze de Lorenzo, Berlin 2003
- ... fremdgehen nichts dagegen, Mainaschaff 2004
- Die Zeit begehen, Mainaschaff 2004
- Nadir, Sada 2005
- Nur Meer sein, Kassel 2005
- Carpe diem, Baruth-Glashütte 2006
- Fingerspiele, Dozwil 2006
- Das Meer aufgeschlagen, Berlin 2006
- Amal, Santiago de Compostela 2007
- Steingesang, Berlin 2007
- Skyline, Culleredo, 2008

## Werke in galicischer Sprache
- O soño perdido de Elvira M., Vigo 1982
- Remuiños en coiro, Vigo 1984
- Arredor da muller en 18 mundos, Vigo 1985
- O buzón dos nenos, Vigo 1985
- Sempre Cristina, Vigo 1986
- A casa abandonada, Vigo 1987
- Anaiansi, Vigo 1989
- Máis alá de Galicia, Vigo 1989
- Xente coma min, Santiago de Compostela 1989
- Mulleres, Vigo 1991
- A nena de ouro, Vigo 1991
- Confidencias, Santiago de Compostela 1992
- Rodolfo, Vigo 1992
- Culpable de asasinato, Vigo 1993
- Nace un campión, Vigo 1993
- Polas rúas de Padrón, Sada, A Coruña 1994
- Quérote, Santiago de Compostela 1994
- Na pel do insomnio, Santiago de Compostela 2008

## Übersetzungen  ins Spanische
- Heinrich Böll: Y no dijo una sola palabra, Madrid 1972 (übersetzt zusammen mit Ramón Lorenzo)
- Uwe Johnson: Conjeturas sobre Jakob, Madrid 1973 (übersetzt zusammen mit Ramón Lorenzo)

## Übersetzungen ins Galicische
- Michael Ende: O ponche dos desexos, Vigo 1990
- Edeltraud Gallinge: Calidoscopio, Mainaschaff 2001
- Günter Grass: As galiñas de vento, Vigo 2000 (übersetzt zusammen mit Ramón Lorenzo)
- Elisabeth Heck: O dragón novo, Vigo 1987
- Mira Lobe: Ingo e Drago, Vigo 1986
- Mira Lobe: A pantasma do castelo, Madrid 1986
- Terra, mar e lume, Pontevedra 1996
- Versos de terras distantes, Santiago de Compostela 1995